# Soy mujer
Soy mujer è il secondo album in studio della cantante argentino-spagnola Chenoa, pubblicato nel 2003.

## Tracce
1. En tu cruz me clavaste – 3:45
2. Dame – 3:18
3. Si no estás – 3:51
4. Profano o sagrado – 4:26
5. Siete pétalos – 3:09
6. Sigo aquí – 4:12
7. Soy lo que me das – 4:01
8. En otro cielo – 3:24
9. Soy mujer – 4:31
10. Qué puedo hacer – 3:49
11. Why You Doin' Like That – 3:19
12. Adiós – 4:44

Bonus Track
1. What My Heart Wants to Say (con Gareth Gates)